# Луций Епидий Титий Аквилин
Луций Епидий Титий Аквилин (на латински: Lucius Epidius Titius Aquilinus) е политик и сенатор на Римската империя през 2 век.
Аквилин е вероятно италики. През 125 г. той е консул заедно с Децим Валерий Азиатик Сатурнин.
Аквилин е женен за Авидия Плавция и е баща на Плавций Квинтил (консул 159 г., женен за Цейония Фабия, дъщеря на Луций Елий Цезар) и на Луций Титий Плавций Аквилин (консул 162 г.).